# Halesiaceae
Halesiaceae is een botanische naam, voor een familie van tweezaadlobbige planten. Een familie onder deze naam wordt zelden erkend door systemen voor plantentaxonomie.
Een uitzondering is het APG-systeem (1998), dat de familie wel erkende, geplaatst in de orde Ericales. Echter, het APG II-systeem (2003) voegde deze planten terug in bij de familie Styracaceae.